# Ilmari Peitsalo
Ilmari Peitsalo (20 de diciembre de 1901 – 29 de junio de 1961) fue un actor y dramaturgo finlandés. 

## Biografía
Su nombre completo era Oiva Ilmari Peitsalo, y nació en Rauma, Finlandia, siendo su padre el político Otto Peitsalo, y su hermano el abogado y empresario Kalervo Peitsalo.
Peitsalo inició su carrera teatral actuando en 1919 en el Työväen Teatteri de Pori. Entre 1920 y 1925 trabajó en el Työväen Teatteri de Turku, en 1926–1927 en el Näyttämö de Víborg, en 1928 en el Työväen Teatteri de Imatra, en 1929–1930 en el Työväen Teatteri de Víborg, y desde 1931 a 1935 dirigió en Turku el certamen de la asociación socialdemócrata, tras lo cual, y hasta su muerte, actuó en el Teatro de Turku, posteriormente sucedido por el Kaupunginteatteri.
En 1938 Peitsalo empezó a ocuparse en labores de dirección en el Teatro de Turku, continuando desde 1946 en el Kaupunginteatteri.
Peitsalo actuó también en el cine, haciendo papeles de reparto en un total de ocho producciones.
Ilmari Peitsalo falleció en el año 1961 en Luonnonmaa, una isla de la ciudad finlandesa de  Naantali. Había estado casado con la actriz Ragnhild Leino, fruto de cuya relación nació la actriz Eila Peitsalo. 

## Filmografía
- 1940 : Poikani pääkonsuli
- 1944 : Kaksi kivaa kaveria
- 1944 : Minä jätän sinut
- 1946 : Pajasta palatsiin
- 1948 : Irmeli, seitsentoistavuotias
- 1948 : Laulava sydän
- 1950 : Hallin Janne
- 1951 : Sadan miekan mies